# 甘諾皮利 (圖利欽區)
48°38′2″N 28°56′36″E / 48.63389°N 28.94333°E
甘諾皮利（烏克蘭語：Ганнопіль）是位於烏克蘭西南部文尼察州圖利欽區的村莊，始建於1420年，面積3.52平方公里，海拔高度222米，2001年人口1,420，人口密度每平方公里403.18人。